# Dora Wilcox

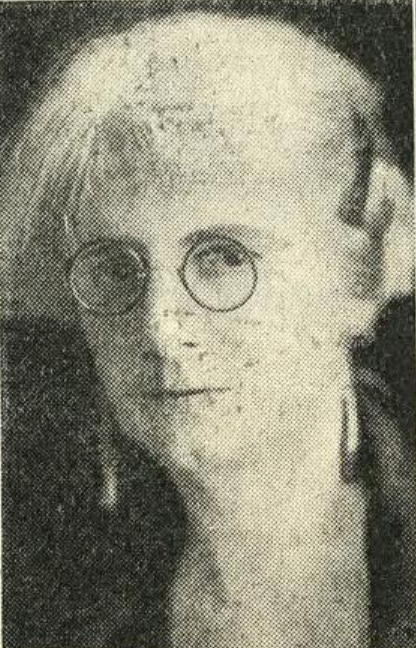
Mary Theodora Joyce Wilcox
(29. Januar 1930)

Mary Theodora Joyce Wilcox, in der Öffentlichkeit unter dem Namen Dora Wilcox bekannt, (* 24. November 1873 in Christchurch, Neuseeland; † 14. Dezember 1953 in Sydney, Australien) war eine neuseeland-gebürtige, australische Schriftstellerin, Dichterin und Autorin von Theaterstücken.

## Frühes Leben
Mary Theodora Joyce Wilcox wurde am 24. November 1873 als Tochter der Eheleute Mary Elizabeth Washbourne und dem Sattelmacher William Henry Wilcox in Christchurch geboren. Ihr Vater starb, bevor sie geboren wurde. Sie wurde privat unterrichtet und besuchte später das Canterbury College. Ihr erstes Gedicht schrieb sie bereits mit zwölf Jahren und als ihre Gedichte in dem in Sydney erscheinende Magazin The Bulletin veröffentlicht wurden, war sie achtzehn Jahre alt.

## Australien
Sie zog mit ihrer Mutter nach Australien und unterrichtete dort mehrere Jahre lang in dem kleinen Ort Armidale im Bundesstaat New South Wales. Wann sie Neuseeland verließen und wie lange sie in Australien lebten ist nicht bekannt. 1896 erschienen zwei Werke erstmals unter ihrem Künstlernamen Dora Wilcox.

## England
1907 ging sie nach England, auch mit ihrer Mutter zusammen und veröffentlichte dort in London lebend mehrere Gedichtbände. Mary beteiligte sich aktiv an der Women's Suffrage Movement (Frauen-Wahlrechtsbewegung) und nahm an öffentlichen Prozessionen in London teil.
Am 14. Oktober 1909 heiratete Mary in London den an der Universität Lüttich lehrenden Professor Jean Paul Hamelius und zog mit ihm nach Belgien. Bis zum Beginn des Ersten Weltkriegs war Mary viel auf Reisen und nachdem Ihr Mann verstarb, ging sie zurück nach England und arbeitete von 1915 bis 1918 bei der St. John's Ambulance Voluntary Aid Detachment (V.A.D.) in London sowie als Krankenschwester in Lazaretten.

## Australien
Nach dem Ende des Krieges ging sie zurück nach Australien und heiratete dort mit William Moore einen Journalisten und Kunstkritiker, den sie bereits in London kennengelernt hatte. Sie half ihm bei der Recherche zu seinem Buch „The Story of Australian Art“, das 1934 veröffentlicht wurde. Sie selbst veröffentlichte 1924 „Seven Poems“ und gewann 1927 den Preis des Sydney Morning Herald für eine Ode zur Erinnerung an die Eröffnung des Commonwealth-Parlaments.
Neben Gedichten schrieb sie auch Theaterstücke. So gewann sie 1931 einen Preis für den Einakter „The Raid“ und 1937 wurde „The Fourposter“ in „The Best Australian One-Act Plays“ aufgenommen. Sie schrieb für australische, englische und europäische Zeitschriften und war ein engagiertes Mitglied der Australian-English Association. Des Weiteren war sie Präsidentin des Women Writers' Club und Präsidentin des Lyceum Club. Sie war Mitglied der Society of Ex-Service Women of N.S.W. und wurde als Trägerin einer Jubiläumsmedaille geehrt.
Mary Theodora Joyce Wilcox verstarb als Dora Wilcox am 14. Dezember 1953 in Sydney.

## Werke

### Poesie
- 1896 – A Song of Gold. Oh, there's great exhilaration in the bosoms of the boys. In: The Bulletin. Volume 17, No. 876. Sydney 28. November 1896, S. 3 (englisch).
- 1896 – At Evening. Sharply the outline of a spire. In: The Bulletin. Volume 17, No. 868. Sydney 3. Oktober 1896, S. 3 (englisch).
- 1897 – After the Floods. Here, in this bend of the creek, in the rushes and long lush grasses. In: The Bulletin. Volume 18, No. 885. Sydney 30. Januar 1897, S. 28 (englisch).
- 1897 – Forsaken. I cannot blame you; though a passing bell. In: The Bulletin. Volume 18, No. 890. Sydney 6. März 1897, S. 27 (englisch).
- 1897 – By the Sea. A sullen sky, a dull, dark sea. In: The Bulletin. Volume 18, No. 899. Sydney 8. Mai 1897, S. 3 (englisch).
- 1897 – After the Honeymoon. Wake from thy sleep, O husband! I am here. In: The Bulletin. Volume 18, No. 907. Sydney 3. Juli 1897, S. 3 (englisch).
- 1897 – The Splitter's Song. The long day's nearly over, and the cool, calm night's at hand. In: The Bulletin. Volume 18, No. 928. Sydney 27. November 1897, S. 28 (englisch).
- 1898 – When Lilac Blooms. When Lilac blooms what whir of wing! In: The Bulletin. Volume 19, No. 984. Sydney 24. Dezember 1898, S. 11 (englisch).
- 1899 – Suspiria. Clasped in the clinging arms of Death she lies. In: The Bulletin. Volume 20, No. 1007. Sydney 3. Juni 1899, S. 3 (englisch).
- 1899 – If Love Were All! If love were all, I should not hestiate. In: The Bulletin. Volume 20, No. 1013. Sydney 15. Juli 1899, S. 55 (englisch).
- 1905 – Verses from Maoriland. George Allen, London 1905 (englisch).
- 1906 – A Maorilander in England. Alas! In Kedar's tents I live. In: The Bulletin. Volume 27, No. 1365. Sydney 1906, S. 3 (englisch).
- 1906 – Richard John Seddon. Only a red, red rose. In: The Bulletin. Volume 27, No. 1390. Sydney 4. Oktober 1906, S. 20 (englisch).
- 1906 – The Stowaway. The Look-out still frowns from the hill upon the quiet Bay. In: The Bulletin. Volume 27, No. 1391. Sydney 11. Oktober 1906, S. 43 (englisch).
- 1906 – To Maoriland. O long white cloud upon the Deep. In: The Bulletin. Volume 27, No. 1395. Sydney 8. November 1906, S. 44 (englisch).
- 1907 – In London. When I look out on London's teeming streets. In: An Anthology of Australian Verse. 1907, S. 272–274 (englisch, Erstveröffentlichung; erschien später in weiteren Publikationen).
- 1909 – A Maoriland Love Song. O Love, wert thou a Tui. In: The Bulletin. Xmas edition. Sydney 15. Dezember 1909, S. 32 (englisch).
- 1911 – Rata and Mistletoe. London 1911 (englisch).
- 1911 – Nocturne. In: The Bulletin. Volume 32 – Xmas edition, No. 1661, 14. Dezember 1911, S. 122 (englisch).
- 1917 – Their Peace. Yea, stillness rests, O Tried and True. In: Anzac Memorial 1917. 1917, S. 299 (englisch).
- 1918 – Liebesweh. Ah, my heart, the storm and sadness! In: The Oxford Book of Australasian Verse 1918. 1918, S. 224 (englisch, Erstveröffentlichung; 2. 1924, Seite 218; 3. 1945, Seiten 189-190).
- 1921 – Our City of the Southern Cross. City of Dreams where we were born and bred. In: The British Australasian. September 1921, S. 19 (englisch).
- 1922 – The Unknown Warrior. Said a mother, weeping. In: The British Australasian. August 1922, S. 41 (englisch).
- 1923 – At Tilbury. Flat fields and scanty pastures lie. In: The Bulletin. Volume 44, No. 2250. Sydney 29. März 1923, S. 48 (englisch).
- 1923 – Nat Doolan. In other days a careless lad. In: The Bulletin. Volume 44, No. 2251. Sydney 5. April 1923, S. 22 (englisch).
- 1923 – Sydney Nocturne. O soft caressing Sydney nights! In: The Bulletin. Volume 48, No. 2258. Sydney 24. Mai 1923, S. 47 (englisch).
- 1923 – Dream Voyage. Marama, O Marama. In: The Bulletin. Volume 44, No. 2269. Sydney 9. August 1923, S. 7 (englisch).
- 1923 – Dance Au Ligne. Camisole, Petticoat. In: The Bulletin. Volume 44, No. 2283. Sydney 15. November 1923, S. 19 (englisch).
- 1923 – Herafter. When I am dead and laid to rest. In: The Bulletin. Volume 44, No. 2287. Sydney 13. Dezember 1923, S. 7 (englisch).
- 1923 – Trinity. Your graves are far apart. In: The Bulletin. Volume 44, No. 2289. Sydney 27. Dezember 1923, S. 20 (englisch).
- 1924 – The Bird of Paradise. Oh, when I think upon the evil will. In: The Bulletin. Volume 45, No. 2291. Sydney 10. Januar 1924, S. 7 (englisch).
- 1924 – At the End of the Day. They are all gone home and my steps are slow. In: The Bulletin. Volume 45, No. 2293. Sydney 24. Januar 1924, S. 20 (englisch).
- 1924 – The Bells. O bells of Bruges! we heard your music risen. In: The Sydney Morning Herald. No. 27073. Sydney 11. Oktober 1924, S. 13 (englisch).
- 1924 – Seven Poems by Dora Wilcox. Hrsg.: John Kirtley. 1924 (englisch).
- 1927 – A Song of Seasons. What shall I sing now all the birds are flown. In: The Bulletin. Volume 48, No. 2454. Sydney 24. Februar 1927, S. 48 (englisch).
- 1927 – Australia in Luce. THIS is her birthday, O behold she stands. In: The Sydney Morning Herald. No. 27875. Sydney 9. Mai 1927, S. 4 (englisch).
- 1927 – To One in Italy. Sails of orange, sails of brown. In: The Sydney Morning Herald. No. 27988. Sydney 17. September 1927, S. 13 (englisch).
- 1929 – In Autumn. Calm is the night and cool. In: The Sydney Morning Herald. No. 28484. Sydney 20. April 1929, S. 13 (englisch).
- 1929 – Anzac Day. O you who love. In: The Bulletin. Volume 20, No. 2693. Sydney 24. April 1929, S. 13 (englisch).
- 1929 – Laura Bogue Luffman. Lover of beauty, you have gone away. In: The Sydney Morning Herald. No. 28550. Sydney 6. Juli 1929, S. 11 (englisch).
- 1929 – At Burdekin House. At Burdekin House in Macquarie-street. In: The Sydney Morning Herald. No. 28682. Sydney 7. Dezember 1929, S. 13 (englisch).
- 1931 – The Tree. They've killed the Tree. In: Beacon Press. Sydney 1931 (englisch).
- 1931 – The Wattle-Tree. Winter is not yet gone, but now. In: The Bulletin. Volume 20, No. 2693. Sydney 23. September 1931, S. 38 (englisch).
- 1938 – Jenny. Her portrait hung upon a wall. In: The Peaceful Army. 1938, S. 34–36 (englisch).[4]

### Prosa
- 1925 – A Service at St. Paul's. In: The Sydney Morning Herald. No. 27186. Sydney 21. Januar 1925, S. 11 (englisch).
- 1925 – Dream Life and Real Life. In: The Sydney Morning Herald. No. 27367. Sydney 21. September 1925, S. 4 (englisch).
- 1926 – The Streets of Adventure. In: The Home. Volume 7, No. 10, 1. Oktober 1926, S. 22, 68 (englisch).
- 1929 – The Little Garden. In: The Sydney Morning Herald. No. 28406. Sydney 19. Januar 1929, S. 13 (englisch).
- 1929 – Trees. Our Moreton Bay Figs. In: The Sydney Morning Herald. No. 28550. Sydney 6. Juli 1929, S. 11 (englisch).
- 1929 – Burdekin House. A Place of Memories. In: The Sydney Morning Herald. No. 28603. Sydney 6. September 1929, S. 12 (englisch).
- 1930 – Flowers. A Beach Garden. In: The Sydney Morning Herald. No. 28717. Sydney 18. Januar 1930, S. 13 (englisch).
- 1930 – Athena Mourning. Clemenceau's Monument. In: The Sydney Morning Herald. No. 28753. Sydney 1. März 1930, S. 13 (englisch).
- 1930 – Memories of Vise. In Times of Peace and War. In: The Sydney Morning Herald. No. 28903. Sydney 3. August 1930, S. 11 (englisch).
- 1931 – Andorra. As It Used To Be. In: The Sydney Morning Herald. No. 29058. Sydney 21. Februar 1931, S. 9 (englisch).
- 1931 – St. John's Gate. The Centre of a Great Order. In: The Sydney Morning Herald. No. 29172. Sydney 4. Juli 1931, S. 9 (englisch).
- 1931 – In the Nineties. Days of Lawson and Lambert. In: The Sydney Morning Herald. No. 29196. Sydney 1. August 1931, S. 7 (englisch).
- 1931 – A War Memory. The Cuffley Zeppelin. In: The Sydney Morning Herald. No. 29226. Sydney 5. September 1931, S. 7 (englisch).
- 1931 – A Bush Road. Borders of Light and Shade. In: The Sydney Morning Herald. No. 29252. Sydney 6. Oktober 1931, S. 6 (englisch).
- 1931 – Armistic. From a V.A.D.'s Diary. In: The Sydney Morning Herald. No. 29280. Sydney 7. November 1931, S. 9 (englisch).
- 1932 – River Prisoners. In a New Zealand Valley. In: The Sydney Morning Herald. No. 29393. Sydney 19. März 1932, S. 19 (englisch).
- 1932 – First Anniversary. From a V.A.D.'s Diary. In: The Sydney Morning Herald. No. 29423. Sydney 27. April 1932, S. 9 (englisch).
- 1932 – Revival of Drama. The Rise of the Little Theatre. In: The Sydney Morning Herald. No. 29447. Sydney 21. Mai 1932, S. 9 (englisch).
- 1932 – A V.A.D.'s Diary. In: The Sydney Morning Herald. No. 29489. Sydney 9. Juli 1932, S. 7 (englisch).
- 1933 – Lady Silver-Eye. A Habitant of Gay Gardens. In: The Sydney Morning Herald. No. 29669. Sydney 4. Februar 1933, S. 9 (englisch).
- 1933 – Weeping Willow. The Pride of Christchurch. In: The Sydney Morning Herald. No. 2968. Sydney 18. Februar 1933, S. 9 (englisch).
- 1933 – Seen in a Garden. Bird Life and a Rodent. In: The Sydney Morning Herald. No. 29747. Sydney 6. Mai 1933, S. 9 (englisch).
- 1933 – North Germany. Mixed Memories. In: The Sydney Morning Herald. No. 29849. Sydney 2. September 1933, S. 9 (englisch).
- 1933 – Charles Meryon. His Connection with Sydney. In: The Sydney Morning Herald. No. 29897. Sydney 9. Oktober 1933, S. 11 (englisch).
- 1933 – A Memory. Mendelssohn's Grandson. In: The Sydney Morning Herald. No. 29921. Sydney 25. November 1933, S. 11 (englisch).
- 1934 – The Two Strouds. England and New South Wales. In: The Sydney Morning Herald. No. 29970. Sydney 23. Januar 1934, S. 10 (englisch).
- 1934 – In the Stroud Valley. When Australia Was There. In: The Sydney Morning Herald. No. 29998. Sydney 24. Februar 1934, S. 11 (englisch).
- 1934 – Belgium's Kings. Albert and His People. In: The Sydney Morning Herald. No. 30004. Sydney 3. März 1934, S. 11 (englisch).
- 1934 – The Little Digger. A "Character" in Hospital. In: The Sydney Morning Herald. No. 30124. Sydney 21. Juli 1934, S. 11 (englisch).
- 1934 – Belgian Loyalty. "Te Deum" in Brussels. In: The Sydney Morning Herald. No. 30142. Sydney 11. August 1934, S. 11 (englisch).
- 1934 – Hills of Home. The Lovely Cotswolds. In: The Sydney Morning Herald. No. 30250. Sydney 15. Dezember 1934, S. 11 (englisch).
- 1935 – Ave! Professor Macmillan-Brown. In: The Sydney Morning Herald. No. 30291. Sydney 2. Februar 1935, S. 11 (englisch).
- 1935 – The Pilot of Tonga. In: The Sydney Morning Herald. No. 30459. Sydney 17. August 1935, S. 11 (englisch).
- 1935 – Pushkin's Descent. In: The Sydney Morning Herald. No. 30501. Sydney 5. Oktober 1935, S. 13 (englisch).
- 1936 – King George. Some Recollections. In: The Sydney Morning Herald. Sydney 31. Januar 1936, S. 10 (englisch).
- 1936 – The Poet Housman. A Professor of Latin. In: The Sydney Morning Herald. No. 30698. Sydney 23. Mai 1936, S. 13 (englisch).
- 1936 – Belgian Art. Outstanding Figures. In: The Sydney Morning Herald. Sydney 18. Juli 1936, S. 13 (englisch).
- 1938 – C. J. Dennis in War Time. In: The Sydney Morning Herald. Sydney 23. Juli 1938, S. 13 (englisch).[4]

### Kurzgeschichten
- 1923 – Two Letters. In: The Bulletin. Xmas edition, 8. Dezember 1923, S. 12 (englisch).
- 1922 – Spring in the West. In: The British Australasian. August 1922, S. 36–37 (englisch).
- 1924 – On the Cliffs of Okeruru. In: The Bulletin. Xmas edition. Sydney 13. Dezember 1924, S. 22 (englisch).
- 1932 – Paradise Road. In: The Sydney Morning Herald. No. 29329, 5. Januar 1932, S. 6 (englisch).
- 1940 – Going to Kurrajong. In: Southerly. Volume 1, No. 4, 1940, S. 13–21 (englisch).[4]

### Theaterstücke
- 1930 – Commander Capstan – eine Komödie in einem Akt
- 1931 – The Raid – Drama – Einakter
- 1937 – The Fourposter. A Fantasy in One Act. In: Best Australian One-Act Plays. 1937, S. 27–49 (englisch, Drama).[4]